# Amtsgericht Breisach am Rhein

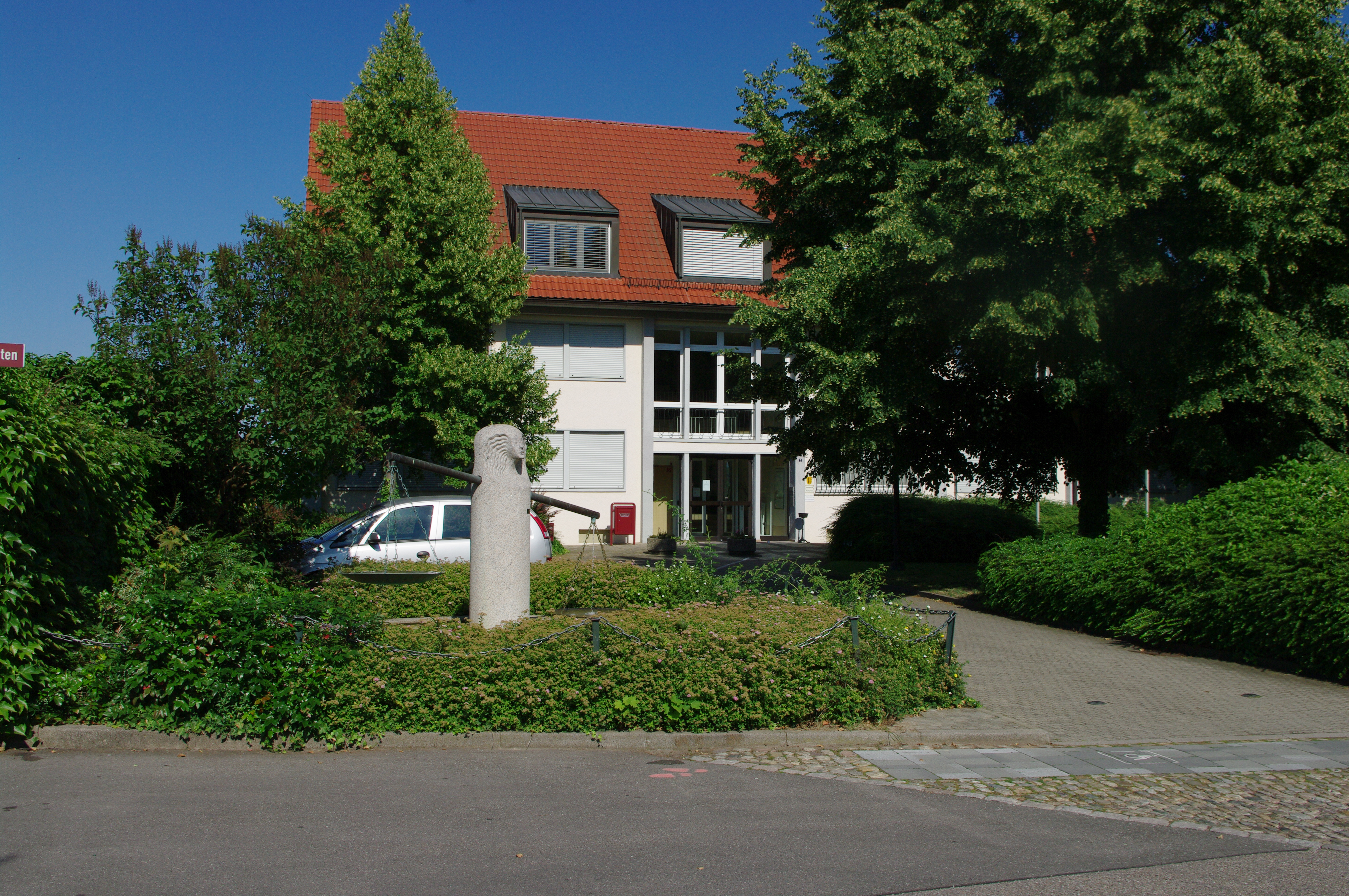
Amtsgericht Breisach mit dem Justitia Brunnen (1991) von Julia Dorwarti

Das Amtsgericht Breisach am Rhein ist ein Gericht der ordentlichen Gerichtsbarkeit und eines von zehn Amtsgerichten (AG) im Bezirk des Landgerichts Freiburg.

## Gerichtssitz und -bezirk
Sitz des Gerichts ist Breisach am Rhein. Der Gerichtsbezirk umfasst die Städte Breisach am Rhein und Vogtsburg sowie die Gemeinden Ihringen und Merdingen. Damit leben im Gerichtsbezirk etwa 30.300 Menschen (Stand 31. Dezember 2018).

## Zuständigkeit
Da das Amtsgericht Breisach nur ein sehr kleines Gericht ist, ist es nur für allgemeine Zivilsachen und Strafrichtersachen zuständig. Außerdem führt es das Vereins- und Güterrechtsregister.
Für Familiensachen, Landwirtschaftssachen, Zwangsversteigerungen, Insolvenzsachen und Schöffengerichtssachen im Bezirk des AG Breisach ist das Amtsgericht Freiburg im Breisgau zuständig.
Für Mahnsachen ist das Amtsgericht Stuttgart als zentrales Mahngericht zuständig.

## Übergeordnete Gerichte
Dem AG Breisach unmittelbar übergeordnet ist das Landgericht Freiburg. Zuständiges Oberlandesgericht ist das Oberlandesgericht Karlsruhe und in Zivilsachen seine Außensenate in Freiburg.